# Jakowlew Jak-15
Die Jakowlew Jak-15 (russisch Яковлев Як-15, NATO-Codename „Type 2“) war zusammen mit der MiG-9 das erste sowjetische Jagdflugzeug mit Strahlantrieb, das in Serie gebaut und bei den Luftstreitkräften eingesetzt wurde.

## Entwicklung
Alexander Jakowlew stützte sich bei der Konstruktion der Maschine weitestgehend auf die Jak-3, von der er auch die meisten Baugruppen übernahm. Lediglich der Bug musste aufgrund des neuen Antriebs verändert werden. Vom 5. bis 10. Dezember erfolgten die ersten Rolltests am Boden. Am 24. April 1946 flog Michail I. Iwanow erstmals den mit einem RD-10-Triebwerk, einem Jumo-004-Nachbau, ausgestatteten Prototyp. Anschließend wurden bis zum 22. Juni 19 Flüge mit einer Gesamtflugzeit von 6 h, 34 min durchgeführt. Kurz darauf präsentierte Iwanow die Jak-15 am 3. August während der Tuschinoer Luftparade erstmals der Öffentlichkeit. Die erste Flugerprobung von zwölf Vorserienmaschinen begann am 5. Oktober desselben Jahres mit einem RD-10-Triebwerk. Im Mai 1947 konnten sämtliche Tests abgeschlossen werden und es begann die Serienfertigung, bei der noch im selben wie im kommenden Jahr 280 Maschinen die Produktionshallen verließen.
Die Jak-15 diente hauptsächlich dazu, die an die Kolbenmotor-Flugzeuge gewöhnten Piloten mit dem neuen propellerlosen Strahlantrieb und der Handhabung der mit ihm ausgestatteten Maschinen vertraut zu machen. Während der alljährlich stattfindenden Luftparade führte 1948 eine Gruppe von Jak-15 einige Figuren des höheren Kunstfluges vor, was die Leistungsfähigkeit dieses neuen Typen demonstrierte. Ein als Jak-154 oder auch als Jak-15U gebauter Prototyp wurde später als Jak-17 bezeichnet und kennzeichnete den Beginn der Weiterentwicklung der Jak-15. Die in nur einem Prototyp umgesetzte zweisitzige Trainervariante Jak-21 wurde wegen des Erfolgs der Jak-17UTI nicht weiter verfolgt.

## Konstruktion
Die Jak-15 war in Gemischtbauweise gehalten, der Rumpf bestand aus einer geschweißten Stahlrohrkonstruktion und war im Bugbereich mit Blech verkleidet sowie im hinteren Teil mit Stoff bespannt. Die in Mitteldecker-Konfiguration angeordneten Tragflächen bestanden aus Holz mit Holmen aus Metall.
Die Haupträder des Fahrwerks konnten in die Tragflächen eingezogen werden. Das Heckrad, das wegen des heißen Triebwerks-Abgasstrahls ganz aus Stahl gefertigt werden musste, wurde in das Rumpfheck eingezogen. Das Triebwerk war mit einer leichten Schräglage in den Rumpfbug eingebaut, seinetwegen erhielt der durchgehende Flügelhauptholm eine hufeisenförmige Wölbung sowie eine feuerfeste Stahlverkleidung im Bereich der Turbine.

## Technische Daten

Dreiseitenansicht

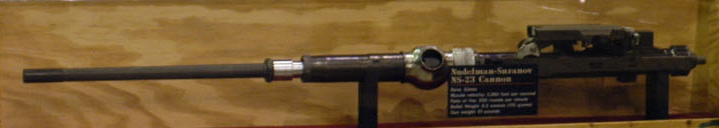
Maschinenkanone NS-23

| Kenngröße             | Daten                                                                        |
| --------------------- | ---------------------------------------------------------------------------- |
| Besatzung             | 1 Pilot                                                                      |
| Spannweite            | 9,20 m                                                                       |
| Länge                 | 8,78 m                                                                       |
| Höhe                  | 2,20 m                                                                       |
| Flügelfläche          | 14,80 m²                                                                     |
| Flügelstreckung       | 5,7                                                                          |
| Leermasse             | 2.350 kg                                                                     |
| Startmasse            | 2.638 kg                                                                     |
| Triebwerk             | ein Turbinenluftstrahltriebwerk RD-10A                                       |
| Startleistung         | 8,92 kN                                                                      |
| Höchstgeschwindigkeit | 700 km/h in Bodennähe 805 km/h in 5.000 m Höhe                               |
| Steiggeschwindigkeit  | 17,6 m/s                                                                     |
| Steigzeit             | 4,8 min auf 5.000 m Höhe 17,5 min auf 10.000 m Höhe                          |
| Gipfelhöhe            | 13.350 m                                                                     |
| Reichweite            | 510 km                                                                       |
| Bewaffnung            | zwei 23-mm-Maschinenkanonen Nudelman-Suranow NS-23 im Bug mit je 60 Granaten |